# مانويل بيريز
مانويل بيريز (بالإنجليزية: Manuel Pérez (President of Nicaragua))‏ (و. 1800 – 1852 م) هو سياسي من نيكاراغوا .